# 제2차 강남대영 공략
2차 강남대영 공략(二次江南大營攻略)은 1860년 2월부터 5월까지 태평천국군이 청나라 정부군이 주둔한 강남대영을 격파한 전투이다.

## 개요
청나라는 태평천국의 수도인 천경(남경) 근처에 강남대영이라는 요새를 쌓았다. 1856년, 제1차 강남대영 공략으로 한번 파괴되었지만, 1858년에 흠차대신 화춘이 다시 건설하여 포위 태세를 갖추고 있었다. 1860년 1월부터 2월경, 청군이 천경 서북쪽의 아래 관문, 구추주(九湫洲)를 점령하자 태평천국군에 위기가 다가왔다. 이것을 대처하기 위해 간왕 홍인간과 충왕 이수성이 머리를 맞대었고, “위나라를 에워싸서 조나라를 구하는” 위위구조의 병법을 채택했다.
2월 10일, 이수성은 2만 대군을 이끌고 항주를 향해 진군했고, 시왕 이세현도 후주를 공격해 항주를 공격하는 이수성을 엄호했다. 땅굴을 파는 전략으로 3월 19일에 이수성군이 항주 성내를 제압하자, 절강순무 나준전은 자결했다. 이 소식을 들은 청나라 조정은 화춘에게 항주를 구하라는 명을 내렸고, 화춘은 어쩔 수 없이 강남대영의 병력 1만 3천 명을 파견했다.
4월 4일, 강남대영에서 병력을 끌어내는 데 성공한 것을 알게 된 이수성은 항주에서 철수하여 북상을 시작했다. 보왕 양보청, 시왕 이세현, 영왕 진옥성 등이 지원했고, 태평천국군 10만은 역으로 강남대영을 포위했다. 5월 2일에 총공격이 시작되었고, 5월 15일에 진옥성군이 강남대영을 돌파했다. 화춘은 부상을 입었고, 강남제독 장국량은 단양에서 패퇴했으며, 광서제독 장옥량도 패퇴했고, 호남제독 대리를 맡고 있던 주천수도 영국에서 패배를 당하자, 천경의 포위가 풀렸다.
이후로 천경 공략은 증국전이 이끄는 상군이 담당하게 되었다.

## 같이 보기
- 제1차 강남대영 공략